# Alphonse Van Beurden (sculpteur)
Pour les articles homonymes, voir Alphonse Van Beurden.
Alphonse Van Beurden, né à Anvers le 23 avril 1854 et mort dans la même ville le 21 août 1938, est un sculpteur belge.
Ses œuvres sont notamment conservées aux Musées royaux des Beaux-Arts de Belgique à Bruxelles et au Musée royal des Beaux-Arts d'Anvers.

## Biographie

### Famille
Alphonse (Adrianus Alphonsus) Van Beurden, né à Anvers le 23 avril 1854, est le fils d'Adrien Van Beurden (1817-1880), confiseur et de Marie Catherine Denis (1819-1866), mariés à Anvers le 19 avril 1852. Il épouse à Anvers le 5 septembre 1878 Susanna Delvaen (1851). Le couple a deux fils : le peintre Alphonse Van Beurden (1878-1961) et l'architecte John Van Beurden (1880-1967).

### Formation
Alphonse Van Beurden est étudiant à l'Académie royale des beaux-arts d'Anvers, où il bénéficie de l'enseignement des sculpteurs Joseph Geefs et Edward Dujardin. En 1872 et en 1876, il remporte le prix d'excellence. Après son service militaire, il s'attache à Jef Lambeaux qu'il aide à tailler le groupe des grands lions dressés à l'entrée du palais des fauves au Jardin zoologique d'Anvers.

### Carrière
Alphonse Van Beurden expose pour la première fois au Salon de Gand de 1877. Il devient, en 1884, membre du cercle artistique Als ik Kan, où il expose souvent ses sculptures. Il est régulièrement présent aux salons triennaux belges à Bruxelles, Anvers, Gand, de même qu'au Salon des artistes français de 1887 et à l'Exposition de Bordeaux de 1895. De 1885 à 1920, il est professeur à l'Académie royale des beaux-arts d'Anvers.
Il obtient une médaille de bronze à Liverpool en 1885, des médailles aux expositions de Melbourne (1880) et d'Adélaïde (1887), une mention honorable à l'Exposition universelle de 1889 à Paris, et une petite médaille d'or à l'exposition artistique de Berlin en 1891.
Le 21 août 1938, Alphonse Van Beurden meurt à l'âge de 84 ans, rue de la Pelle à Anvers. Après des funérailles à l'église Saint-Joseph d'Anvers, il est inhumé à Berchem.

## Œuvre

### Caractéristiques
L'art monumental d'Alphonse Van Beurden est présent dans l'espace public bruxellois et anversois. Il est également connu comme le chantre de l'adolescence et pour ses sculptures en ivoire. Jusqu'à la fin de sa carrière, Alphonse Van Beurden demeure fidèle à son idéal et sculpte avec la foi et la maîtrise de ses vingt ans. Partout les recherches techniques d'un subtil ouvrier s'allient à l'enthousiasme, au style et au goût d'un artiste déjà classique et apprécié de tous les Anversois.

### Réception critique
En 1895, dans son article consacré à l'exposition conjointe des œuvres de Romain Steppe et d'Alphonse Van Beurden, à la salle Verlat, la critique du quotidien La Métropole écrit : 

« L'envoi de M. Van Beurden est fort intéressant. Ses ivoires sont délicieusement fouillés. À remarquer Hercule enfant, d'un travail parfait et d'une grande allure. On dirait une œuvre de quelque ancien ivoirier. Bien flamande et d'une grande élégance, cet Hercule enfant est, avec le Saint Sébastien déjà vu précédemment, une œuvre de premier rang. »

### Sélection

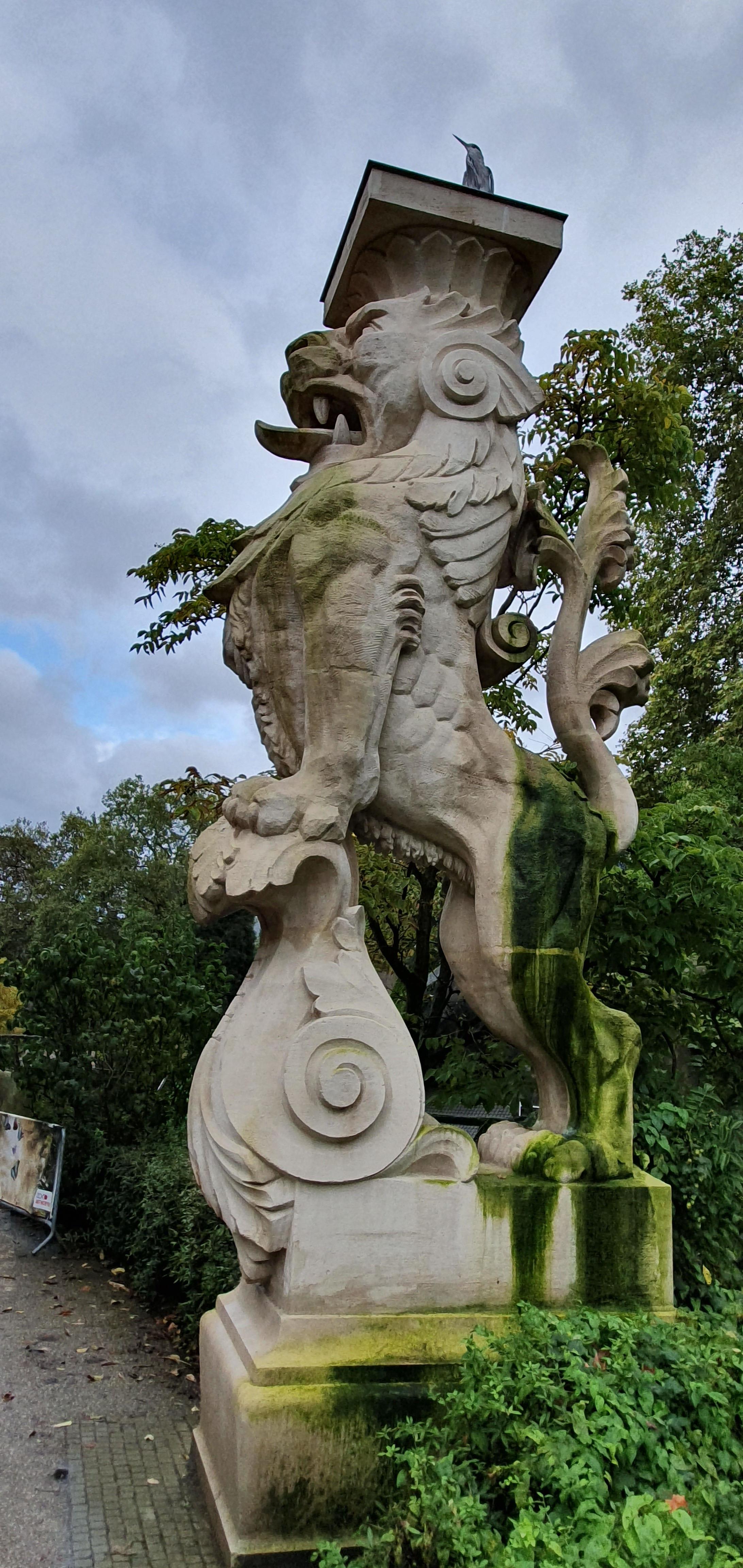
Lion, statue d'Alphonse Van Beurden au zoo d'Anvers.

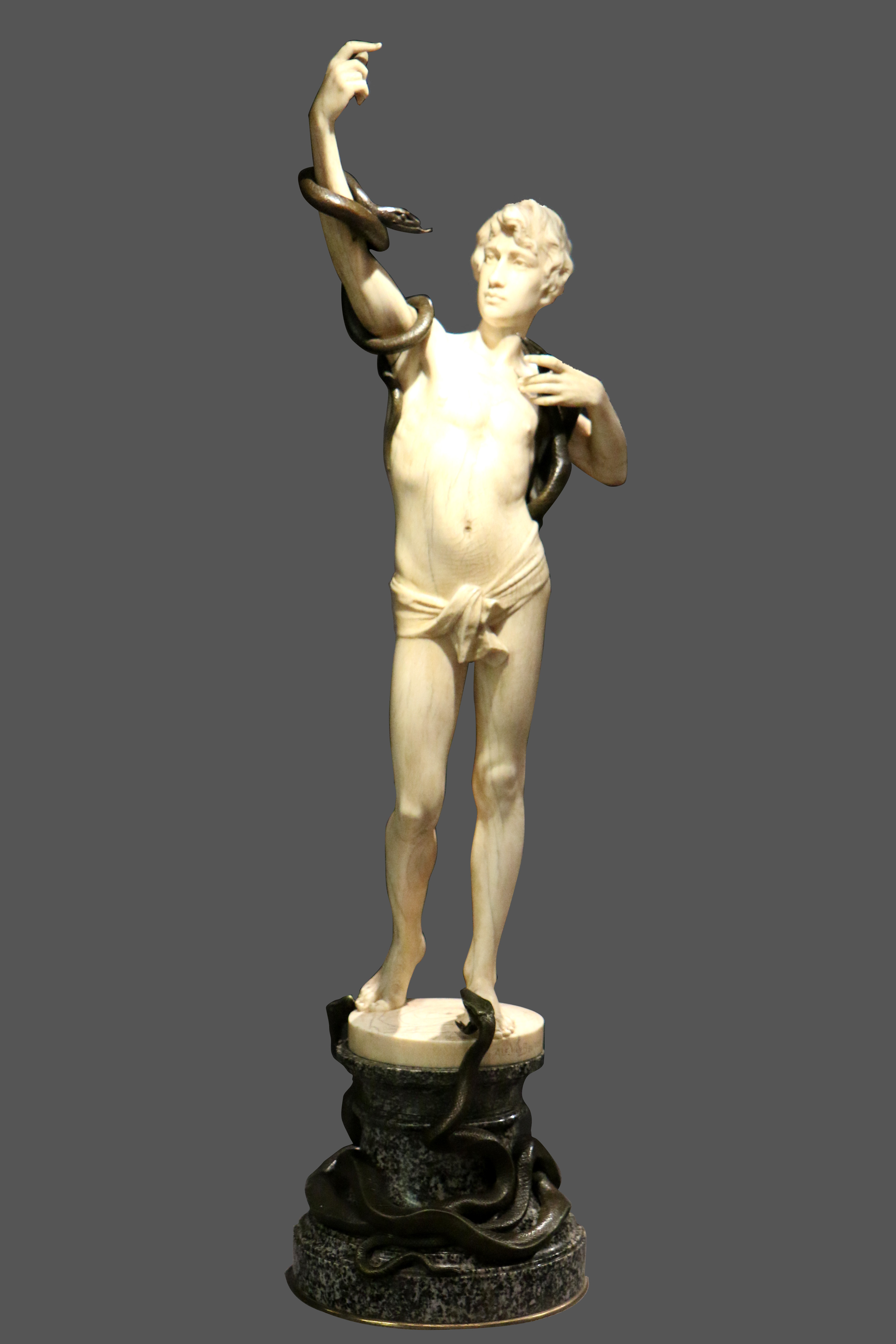
Le Charmeur de serpents (1901) d'Alphonse Van Beurden, Musées royaux des Beaux-Arts de Belgique.

Lors de la mort du sculpteur, le quotidien La Métropole recense ses œuvres les plus emblématiques : 
- La Prudence au palais de justice de Bruxelles ;
- Réveillés trop tard ;
- Portrait en bronze de la famille Osterrieth ;
- Portrait en bronze du général Brialmont ;
- Portrait en bronze de M. Bal d'Anvers ;
- La Jalousie, groupe en marbre ;
- À la Fontaine au jardin du Musée royal des Beaux-Arts d'Anvers ;
- Le Bain forcé ;
- Le Christ à la colonne, première œuvre en ivoire ;
- Atlas soutenant le monde, exposition universelle de 1894.

### Salons triennaux
- Salon de Gand (XXXe) de 1877 : Buste d'enfant (terre cuite)[9].
- Salon de Bruxelles de 1878.
- Salon d'Anvers de 1879 : La Toilette, Pas d'accord et Portrait de M. C.B. (plâtres)[10].
- Salon de Gand (XXXIe) de 1880 : Buste de M. (plâtre teinté)[11].
- Salon de Bruxelles de 1881 : L'Enfant à la pie et Le Tourment (statuettes en terre cuite)[12].
- Salon de Gand de 1886 (XXXIIIe) : Clown au cirque (bronze cire perdue), Espiègle (marbre)[13].
- Salon de Bruxelles de 1887 : Portrait du général Laurent Mathieu Brialmont, Portrait du général Alexis Brialmont (bronzes cire perdue) et Fatiguée (statuette en marbre)[14].
- Salon d'Anvers de 1888 : Portrait de C. (terre cuite), La Vérité (statue en marbre) À la fontaine (statue en plâtre)[15].
- Salon de Bruxelles de 1890 : Bonheur maternel.
- Salon d'Anvers de 1891 : Portrait de M. le baron William Nottebohm (statue en plâtre), Le Sauveteur (statue en plâtre)[16].
- Salon de Gand (XXXVe) de 1892 : La prière (buste en plâtre), Jeune chanteur (buste en marbre) et La Toilette (statue en marbre)[17].
- Exposition universelle de 1894 à Anvers : Le Sauveteur (statue en plâtre), À la Fontaine (statue en bronze appartenant à la ville d'Anvers), La Prière (statue en plâtre), Bain forcé (groupe en bronze, cire perdue), La Toilette (statuette en marbre), Rêverie (buste en plâtre) et Portrait de M. Frédéric Balthazard (buste en plâtre)[18].
- Salon de Gand (XXXVIe) de 1895 : Diane (buste en ivoire)[19].
- Salon de Bruxelles de 1897 : Cupidon à l'affût (bronze, cire perdue)[20].
- Salon d'Anvers de 1898 : Cupidon à l'affût (bronze, cire perdue), La Sagesse (statuette en plâtre)[21].
- Salon de Gand (XXXVIIe) de 1899 : Cupidon à l'affût (bronze, cire perdue), À la fontaine statuette)[22].
- Salon de Bruxelles de 1900 : Villageoise (buste en plâtre)[23].
- Salon d'Anvers de 1901 : La Jeunesse de Diane (statue en ivoire).
- Salon de Bruxelles de 1903 : Surpris au bain (bronze), Jeunesse de Bacchus (Ivoire) et Villageoise (ivoire)[24].
- Salon de Bruxelles de 1907 : Le Dénicheur d'oiseaux (statue en marbre) et En péril (groupe en plâtre)[25].
- Salon de Bruxelles de 1914 : Les Deux sœurs (plâtre) et Le Jeune bûcheron (marbre)[26].

### Collections muséales
- Musées royaux des Beaux-Arts de Belgique (Bruxelles) : Le Charmeur de serpents (1901), statuette, ivoire et bronze, base en marbre et en bronze, inventaire no 12040, format 72,5 × 19 23cm, acquis de Christie's, Londres, vente publique du 15 février 1999, lot no 2[27].
- Musée royal des Beaux-Arts d'Anvers[28] : cinq statues : L'Art égyptien (1901), Adolescent tenant un nid d'oiseau, Adolescent à la fontaine (1890), Adolescent rêveur (1908) et Buste d'Albert De Vriendt.

## Honneurs
- Chevalier de l'ordre de Léopold[6] ;
- Officier de l'ordre de la Couronne[6].